# Judith Hill
Judith Hill (Los Angeles, 6 maggio 1984) è una cantante, musicista e compositrice statunitense.

## Biografia
Judith Hill è figlia della pianista giapponese Michiko Hill, nata Yoshimura, e del bassista afroamericano Robert Lee "Pee Wee" Hill, che negli anni ottanta suonavano nel gruppo funk Thunderflash. Judith sa parlare e cantare sia in inglese che in giapponese e parla correntemente francese e spagnolo. Dopo la laurea in composizione presso l'Università Biola, la Hill nel 2007 è andata in Francia per esibirsi con il cantante francese Michel Polnareff.
Terminata la tournée francese è tornata negli Stati Uniti dove ha continuato l'attività di cantante e cantautrice. Tom Meek su LA Weekly ha osservato che la voce di Hill è inconfondibile, piena di sentimento e ha una qualità terrosa che la rende unica. Passa facilmente dal rhythm and blues al funk, all'hip hop, al jazz, al gospel.
La Hill è conosciuta per aver cantato come vocalist e corista per Gregg Allman (Low Country Blues); Anastacia (Freak of Nature); Patrizio Buanne (Patrizio); Andraé Crouch (The Journey); Harold Faltermeyer (Copout); Josh Groban (All That Echoes); Taylor Hicks (Taylor Hicks); Carole King (A Holiday Carole); Evelyn King (Open Book); Mike Oldfield (Man on the Rocks); Barry Manilow (15 Minutes); Dave Stewart (The Blackbird Diaries e The Ringmaster General); Rod Stewart (Soulbook); Robbie Williams (Intensive Care); Incubus (Trust Fall (Side A), canzone Dance Like You're Dumb).
Ha partecipato alla realizzazione di album come Inspiration: A Tribute to Nat King Cole di George Benson, I'll Take Romance di Steve Tyrell, The Last Ai di Ai e That's Life di Landau Eugene Murphy Jr., come pure a colonne sonore come Lorax - Il guardiano della foresta (Dr. Seuss' The Lorax) e Happy Feet 2 (Happy Feet Two). Ha scritto e interpretato le canzoni di Red Hook Summer, diretto da Spike Lee, presentato al Sundance Film Festival 2012. In merito alla Hill, Spike Lee ha dichiarato a Rolling Stone: «È un talento fenomenale. Può cantare con i migliori».
Dopo la partecipazione a The Voice, nel 2013 la Hill ha firmato un contratto discografico con Sony Music. Judith Hill e diversi cantanti di supporto sono presenti nel documentario 20 Feet from Stardom, presentato al Sundance Film Festival 2013 e uscito nelle sale statunitensi il 14 giugno 2013. Il film ha vinto il Premio Oscar 2014 per il miglior documentario e il Critics' Choice Awards per il miglior documentario, mentre la Hill ha vinto con "Desperation" il Black Reel Award per la migliore canzone originale. 20 Feet from Stardom ha vinto anche il Grammy Award 2015 per il miglior film musicale, assegnato alle artiste e alla troupe di produzione.
Il 9 febbraio 2014 ha partecipato come cantante di supporto nello speciale della CBS The Beatles: A Night That Changed America, nel 50º anniversario della partecipazione dei Beatles all'Ed Sullivan Show. Nell'ottobre 2014 John Legend l'ha voluta per l'apertura del suo All of Me UK Tour. Per la Hill è stata la prima tournée in Gran Bretagna. Hill ha scritto e cantato Party Rockers, che fa parte dell'album Life in the Bubble della Gordon Goodwin's Big Phat Band, pubblicato il 13 maggio 2014. La canzone è stata candidata al Grammy Award 2015 per il miglior arrangiamento, strumenti e voce.
Hill è stata cantante ospite della canzone Here Comes the End di Gerard Way, pubblicata l'8 luglio 2020, presente nella seconda stagione di The Umbrella Academy. Ha partecipato, con Simon Climie e Daniel Santiago, alla realizzazione del singolo How Could We Know di Eric Clapton, pubblicato il 14 luglio 2023. Il 15 settembre 2023 ha pubblicato il nuovo singolo Runaway Train, presentato dal vivo nel corso del Crossroads Guitar Festival che si è tenuto il 23-24 settembre 2023 alla Crypto.com Arena di Los Angeles. La successiva tournée ha avuto alcune date in Italia, ospitata anche nel programma Propaganda Live il 3 novembre 2023.

## Collaborazioni artistiche

### Michael Jackson
Nel 2009 Judith Hill è stata scelta per duettare con Michael Jackson per i concerti This Is It, provando per mesi sino alla morte di Jackson, avvenuta il 25 giugno 2009.
La morte di Michael Jackson ha causato la cancellazione dei concerti. Insieme agli altri componenti del cast di This Is It, la Hill si è esibita alla commemorazione di Jackson allo Staples Center di Los Angeles il 7 luglio 2009, attirando l'attenzione quando ha interpretato "Heal the World" che è stato uno dei momenti culminanti della cerimonia.
Hill ha anche dedicato un tributo a Jackson, "I Will Always Be Missing You", riferito al suo duetto con Jackson "I Just Can't Stop Loving You" provato in preparazione del concerto This Is It. A partire dal 25 novembre 2009 era consentito il download gratuito del brano dal suo sito web, rilasciato su iTunes il 26 gennaio 2010, con tutti i proventi destinati a Childhelp, organizzazione statunitense contro gli abusi sui minori.
Con le registrazioni fatte durante le prove del concerto il regista Kenny Ortega ha realizzato il documentario Michael Jackson's This Is It, presentato in anteprima agli MTV Video Music Awards 2009.

### The Voice
Judith Hill ha partecipato alla quarta stagione di The Voice. Alla "Blind", trasmessa il 25 marzo 2013, ha cantato "What a Girl Wants" di Christina Aguilera, e tutti i quattro giudici, Adam Levine, Shakira, Usher e Blake Shelton, hanno schiacciato il pulsante "I Want You". Dopo una decisione sofferta, ha scelto di unirsi al Team Adam. «Diventerà una superstar vincitrice di un Grammy e farà parte della mia squadra», ha dichiarato Levine.
Per le Battle, la Hill ha affrontato Karina Iglesias, con il brano "It's a Man's Man's Man's World" di James Brown, che, insieme a "If I Ain't Got You", cantata da Jesse Campbell e Anthony Evan nella seconda stagione, e a "Vision of Love", cantata da Amanda Brown e Trevin Hunte nella terza stagione, è stata considerata una delle migliori Battle nella storia di The Voice. Adam Levine ha scelto la Hill per i Knockout.
Nei Knockout ha affrontato Orlando Dixon con "Always on My Mind" nella versione di Brenda Lee e ha vinto.
Pertanto è entrata nella Top 16, che era anche l'inizio degli spettacoli dal vivo. Con "Feeling Good" ha passato il turno, nella Top 12 ha interpretato "You've Got a Friend" e nella Top 10 ha interpretato "The Way You Make Me Feel".
Pur essendo considerata tra i favoriti, nella Top 8 del 27 maggio, dove ha interpretato "#ThatPower", è stata eliminata dal voto del pubblico.
La sua eliminazione è stata considerata una delle più sconcertanti della stagione. Katy Kroll su Rolling Stone ha commentato: «È una triste perdita per lo spettacolo, dato che Judith aveva le doti vocali e la presenza scenica che dovrebbero davvero essere premiate in una competizione di questo tipo.»

### Josh Groban
Hill è stata corista in tre canzoni dell'album All That Echoes di Josh Groban, pubblicato il 5 febbraio 2013, poi ha aperto la terza tappa dell'All That Echoes World Tour nell'ottobre-novembre 2013, nel quale ha duettato con Groban in "The Prayer" e "Remember When It Rained", quest'ultimo pubblicato come singolo. È presente come corista nel video ufficiale di Groban della sua canzone "Brave".

### Prince
Il 23 marzo 2015 Prince ha invitato i rappresentanti di aucuni media del Minnesota a Paisley Park per l'anteprima del primo album di Judith Hill, Back in Time. Sono stati ascoltati sei brani tratti dall'album, che la Hill aveva registrato in due o tre settimane a Paisley Park con Prince come produttore. «È l'album più veloce che abbia mai realizzato», ha detto Prince. Sorprendentemente, Prince non ha scoperto Hill a The Voice o nel film dedicato a Michael Jackson This Is It, ma ha saputo di lei quando ha visto il video nel quale veniva intervistata in un canale televisivo europeo e lei aveva detto che le sarebbe piaciuto lavorare con Prince.
Poi Prince ha voluto la Hill per il brano "Million $ Show", contenuto nell'album HITnRUN Phase One pubblicato il 7 settembre 2015.

## Discografia

### Album in studio
- 2015 – Back in Time (NPG Records, B0024998-02)
- 2018 – Golden Child (@Gloryhill Music, 24072-CD-001)
- 2019 – Studio Live Session (LoEnd Records, V107)
- 2021 – Baby, I'm Hollywood! (Regime Seventy-Two, REG-116)

### Colonne sonore
- 2012 – Red Hook Summer - Music from the Original Motion Picture (429 Records, FTN17907)

### Singoli
- 2009 – I Will Always Be Missing You
- 2013 – Desperation
- 2014 – Remember When It Rained (duetto con Josh Groban)
- 2014 – Party Rockers (nell'album Life in the Bubble della Gordon Goodwin's Big Phat Band)
- 2015 – Cry Cry Cry (nell'album Back in Time)
- 2018 – Abracadabra
- 2019 – Upside
- 2020 – Here Comes the End (con Gerard Way)
- 2023 – God Bless the Mechanic
- 2023 – Runaway Train
- 2024 – Flame
- 2024 – Dame de la Lumière